# Gurgler Ferner
Gurgler Ferner är en glaciär i Österrike. Den ligger i förbundslandet Tyrolen, i den västra delen av landet. Gurgler Ferner ligger 2 270 till 3 420 meter över havet.
Den högsta punkten i närheten är Karlespitze (italienska: Cima di Quaira), 3 462 meter över havet, sydväst om Gurgler Ferner på gränsen mot Italien.
Trakten runt Gurgler Ferner består i huvudsak av alpin tundra.